# Il cielo nella stanza
Il cielo nella stanza è un singolo del rapper italiano Salmo, pubblicato il 23 novembre 2018 come secondo estratto dal quinto album in studio Playlist.

## Descrizione
Il brano ha visto la partecipazione vocale della cantante contemporary R&B statunitense Nstasia e rappresenta il primo brano del rapper ad avere come tema principale l'amore:
(Salmo intervistato da Rolling Stone Italia il 9 novembre 2018)

## Classifiche

### Classifiche settimanali
| Classifica (2018) | Posizione massima |
| ----------------- | ----------------- |
| Italia            | 1                 |

### Classifiche di fine anno
| Classifica (2019) | Posizione |
| ----------------- | --------- |
| Italia            | 12        |